# 丙三醇三缩水甘油醚
丙三醇三缩水甘油醚是一种有机化合物，化学式为C12H20O6。它可由甘油和环氧氯丙烷在路易斯酸催化剂存在下反应，再由氢氧化钠脱氯化氢制得。
它可用作环氧树脂的反应性改性剂和降粘剂。